# Conditions de chaîne
Ne doit pas être confondu avec Condition de chaîne dénombrable.
Les conditions de chaîne (ascendante et descendante) sont deux propriétés mathématiques sur les ordres, identifiées initialement par Emmy Noether dans le contexte de l'algèbre commutative.

## Définition
Sur un ensemble partiellement ordonné (V, ≤), la condition de chaîne ascendante désigne la propriété suivante :
- toute suite croissante (xn)n ∈ N d'éléments de V est stationnaire, c'est-à-dire constante à partir d'un certain rang (il existe un entier N tel que pour tout n ≥ N, xn = xN)[2],[3]

ou également la propriété (équivalente car il s'agit d'une relation d'ordre)
- V ne contient pas de suite infinie strictement croissante[4].

La condition de chaîne ascendante pour (V, ≤) équivaut à la propriété suivante :
- toute partie non vide de V possède un élément maximal.

En effet, d'une part cette condition, parfois appelée condition de maximalité ((en)maximal condition ou maximum condition), serait contredite par l'existence d'une suite infinie croissante. D'autre part, si elle n'est pas vérifiée, on construit une suite infinie strictement croissante en choisissant successivement dans une partie non vide sans élément maximal un élément x0, puis un majorant strict x1 de celui-ci, etc. La suite (xn) ainsi construite (par récurrence et axiome du choix — plus précisément : axiome du choix dépendant, car il y a une infinité dénombrable de choix et chacun dépend des choix précédents) est infinie croissante.
(V, ≤) vérifie la condition de chaîne descendante si toute suite décroissante est stationnaire, c'est-à-dire que l'ordre opposé (V, ≥) vérifie la condition de chaîne ascendante. La condition de minimalité équivalente — toute partie non vide possède un élément minimal — n'est autre que la définition usuelle d'ordre bien fondé.

## Exemples élémentaires
- Sur un ensemble fini, tout ordre partiel vérifie les deux conditions de chaîne (ascendante et descendante).
- L'ensemble ℕ des entiers naturels, muni de l'ordre usuel, vérifie la condition de chaîne descendante, mais pas l'ascendante.
- L'ensemble ℤ des entiers relatifs, muni de l'ordre usuel, ne vérifie aucune des deux conditions de chaîne.
- Un ordre est bon si et seulement s'il est total et vérifie la condition de chaîne descendante.

## Origine enthéorie des anneaux
Emmy Noether l'introduit dans son article de 1921 Idealtheorie in Ringbereichen. Elle souligne, en note de bas de page, que ce concept avait déjà été introduit précédemment par Dedekind (dans le cas des corps de nombres) et par Lasker (dans le cas des polynômes). Elle est la première à l'introduire dans le cadre général de son article celui des anneaux commutatifs dont chaque idéal est finiment engendré.
De ce fait, un anneau commutatif est dit noethérien si l'ensemble de ses idéaux, partiellement ordonné par l'inclusion, vérifie cette condition. Lorsque cet ordre partiel vérifie la condition de chaîne descendante, l'anneau est dit artinien. Un corollaire du théorème de Hopkins-Levitzki (en) est que tout anneau artinien est noethérien. ℤ est noethérien mais non artinien : les 2nℤ forment une suite infinie strictement décroissante d'idéaux.
On considère parfois les anneaux vérifiant la condition de chaîne ascendante sur les idéaux principaux. Ils sont nécessairement atomiques, mais pas tous noethériens : le contre-exemple le plus simple est l'anneau ℚ + Xℝ[X] des polynômes à coefficients réels dont le terme constant est rationnel.

## Extension auxmodules
Les idéaux d'un anneau commutatif A sont simplement ses sous-modules, A étant muni de sa structure naturelle de A-module. Un A-module est dit noethérien (resp. artinien) si l'ensemble de ses sous-modules vérifie la condition de chaîne ascendante (resp. descendante). L'implication précédente (tout anneau artinien est noethérien) ne s'étend pas aux modules :
Exemple d'un module artinien mais non noethérien.
Soit p un nombre premier. Le p-groupe de Prüfer ℤ[1/p]/ℤ est un sous-groupe du groupe abélien ℚ/ℤ, donc un ℤ-module. C'est un module artinien puisque ses sous-groupes propres sont finis. Mais il n'est pas noethérien, car on obtient une suite infinie strictement croissante de sous-modules en considérant, pour tout entier naturel n, le sous-groupe constitué des éléments dont l'ordre est un diviseur de pn.